# Cayo Fundanio Fúndulo
Cayo o Gayo Fundanio Fúndulo  político romano, fue uno de los ediles plebeyos en el año 246 a. C.

## Carrera política
Se unió a su colega, Tiberio Sempronio Graco, para realizar el juicio político de Claudia, una de las hijas del consular Apio Claudio el Censor. Después de encontrar una vigorosa oposición de los numerosos miembros y clientes de la gens Claudia, los ediles finalmente impusieron una fuerte multa a Claudia, y que el dinero de esta fuera empleado en la construcción, en la colina del Aventino, de un templo a la Libertad.
Fundanio fue cónsul en 243 a. C., y fue enviado a Sicilia para oponerse a Amílcar Barca, que había ocupado la ciudad de Eryx. El comandante cartaginés envió al campamento romano una demanda de una tregua para el entierro de los muertos. Fundanio respondió a Amílcar que debería proponer una tregua por los sobrevivientes, y rechazó su demanda.
Pero después, cuando Fundanio hizo una propuesta similar, y Amílcar se la concedió, con el comentario de que él no combatía a los muertos.
El discurso de Cicerón contra Clodio y Curio, da, sin embargo, una versión diferente de la historia de Fundanio. El acusado no es Claudia, la hija, sino Publio Claudio Pulcro, el hijo de Apio el Censor, por su impiedad en dar la batalla de Drépano en contra de los auspicios, y su derrota en Drépano. Cuando las centurias se preparaban para votar, una tormenta interrumpió el procedimiento. Algunos tribunos de la plebe a continuación intervinieron y prohibieron que la acusación pudiera ser presentada por los mismos acusadores dos veces en un año.
Fundanio y su colega, por lo tanto debieron cambiar su forma de su acción, y entonces tuvieron éxito. Otros relatos señalan que Claudia no fue sometida a juicio político hasta después de la muerte de su hermano.